# Zgrada Gimnazije u Tuzli
Zgrada Realne gimnazije u Tuzli je bila povijesna građevina. Nije proglašena nacionalnim spomenikom BiH Na popis spomenika nije uvrštena jer navodno nije udovoljavala uvjetima. Raritetni je spomenik kulture.

## Povijest
Ustanova realne gimnazije osnovana je 12. rujna 1899. godine odlukom Gradskog vijeća Tuzle. Svečano je otvorena u zgradi Ruždije  i s radom je počela 14. rujna. Privremeno je smještena u zgradi Ruždije (podignuta 1883.), a u prizemlju je bila Muslimanska štedionica. Preselila se šest godina poslije u vlastitu zgradu, podignutu blizu budućeg Doma zdravlja.
Građevinski zahvat zgrade Velike gimnazije napravilo je poduzeće mjesnih Talijana Kompanija Cordignano i Candotti. Sagrađena je u austro-ugarskom vremenu 1905. godine. Zgrada je višekatnica.
Bila je dijelom spomeničke cjeline (katolička crkva iz 1893. i dr.) koja je sa sličnim građevinama tvorila pravu prostornu galeriju graditeljskih vrijednosti različitih stilova pozicioniranih na austro-ugarskoj urbanističkoj matrici. Zgrada je pogođena slijeganjem tla zbog koje je oštećen niz značajnih građevina.Zbog toga je razloga zatvorena za daljnju uporabu listopada 1961. godine, a ustanova Realna gimnazija preselila je u zgradu Klostera, iz koje je gimnazija iselila i smještena u novu zgradu 1968. godine.
Slijeganje tla bila je izlika gradskim vlastima da se ruši staru zgradu gimnazije, te se ne zna šta će se na tom prostoru graditi. Sumnjalo se u opravdanost rušenja i nemogućnost renoviranja. Upitnim se smatra tvrdnja da je rušenje plod stručne analize i glasni su komentari da je to odluka pojedinaca iz vlasti koji po Tuzli godinama čine čistku objekata koji su vrijedna spomenička i kulturna baština. Stihijske radnje opustošile su kulturni fundus poput nekadašnje Pošte, Kamenog suda, Općine i drugih u središtu grada, zbog čega gubi staru fizionomiju i postaje primjerom svojevrsna urbicida, prekidanje s tradicijom, kao da je cilj da se sruši sve što je starina i sagradi novo kao da povijest Tuzle mora početi s dolaskom recentnih garnitura na vlasti.